# Gümüşdöven, Elbistan
Gümüşdöven là một xã thuộc huyện Elbistan, tỉnh Kahramanmaraş, Thổ Nhĩ Kỳ. Dân số thời điểm năm 2010 là 84 người.